# Fondation Caron
 (septembre 2011).
Si vous disposez d'ouvrages ou d'articles de référence ou si vous connaissez des sites web de qualité traitant du thème abordé ici, merci de compléter l'article en donnant les références utiles à sa vérifiabilité et en les liant à la section « Notes et références ».
Pour les articles homonymes, voir Caron.

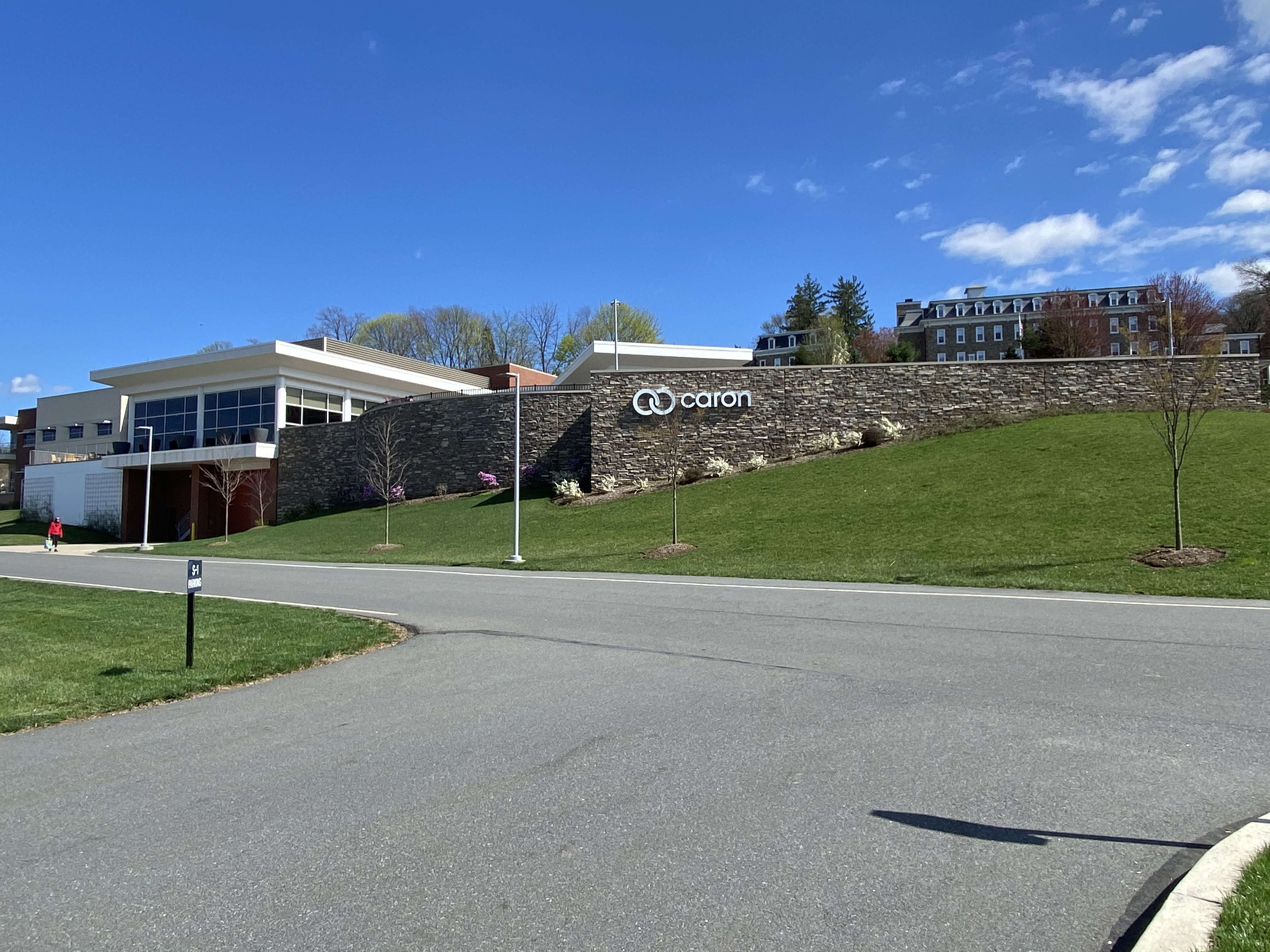
Façade de la Fondation Caron, Wernersville, Pennsylvanie.

La Fondation Caron est un des tout  premiers centres de traitement des addictions à la drogue et à l'alcool dans le monde, et le premier aux États-Unis à établir un programme d'éloignement pour le traitement de la  double dépendance. Elle est située à Wernersville, en Pennsylvanie. Caron a aussi des succursales à New York NY, Wyomissing PA, Plymouth Meeting PA, Boca Raton FL et aux Bermudes. Caron est une association à buts non lucratifs.  

## Histoire
" Fondé en 1957 par Reading, un industriel de Pennsylvanie, un alcoolique abstinent, Richard J. Caron, et sa femme Catherine, qui ont ouvert leur maison aux personnes ayant besoin de protection et d'aide pour guérir. Ils ont acheté la plus grande partie de la propriété aujourd'hui occupée par le centre. En 1983, "Chit Chat", comme il était surnommé, a été rebaptisée Foundation Caron pour honorer la mémoire de ses membres fondateurs." 
Le Centre de Traitement Caron a fourni une aide à de nombreux Américains célèbres, dont les noms doivent demeurer anonymes pour respecter la politique de la Fondation Caron et des Alcooliques Anonymes.